# يوهانس بابتيستا فون البرتيني
يوهانس بابتيستا فون البرتيني (بالألمانية: Johannes Baptista von Albertini)‏ (و. 1769 – 1831 م) هو عالم نبات، وعالم، وأخصائي فطريات من مملكة ساكسونيا . ولد في نويويد.